# (10385) Amaterasu
(10385) Amaterasu (1996 TL12) – planetoida z pasa głównego asteroid okrążająca Słońce w ciągu 4,4 lat w średniej odległości 2,68 j.a. Odkryta 15 października 1996 roku.